# دييغو ماتيو
دييغو ماتيو (بالإسبانية: Diego Mateo Alustiza)‏ (7 أغسطس 1978 في الأرجنتين - ) هو لاعب كرة قدم أرجنتيني في مركز الوسط. لعب مع خميناسيا خوخوي وراسينغ سانتاندير وريال بلد الوليد ونادي إيركوليس ونادي دانوبيو ونادي سان لورينزو ونادي ليتشي ونيولز أولد بويز.

## روابط خارجية
- دييغو ماتيو على موقع قاعدة بيانات كرة القدم.إي يو (الإنجليزية)
- دييغو ماتيو على موقع Soccerway.com (الإنجليزية)